# 高瀬 (玉名市)
高瀬（たかせ）は、熊本県玉名市の地名。郵便番号は865-0025。

## 地理
玉名市中央部に位置する。北で岩崎、東で秋丸、南で永徳寺、西で繁根木と隣接する。高瀬五ヶ寺をはじめとして仏教寺院が多く建てられている。

### 河川
- 繁根木川
- 高瀬裏川

## 歴史
菊池川に面しているため水運の便がよく、古くから商業地として発展した歴史がある。中世には高瀬津と呼ばれ、有明海沿岸の川港として唐船も出入りし、南北朝時代には豪族である菊池氏の勢力下に遭った。江戸時代になると八代や川尻と並ぶ熊本藩五カ町の一つとして繁栄した。町内で作られていた味噌や高瀬飴などは現在、同地区の名産品となっている。江戸時代には「高瀬絞」という木綿の絞り染めがあり、その後絶えたが、1994年から復元が進められている。

## 世帯数と人口
2015年（平成27年）10月1日時点の世帯数と人口は以下の通りである。
| 町丁 | 世帯数  | 人口  |
| ---- | ------- | ----- |
| 高瀬 | 314世帯 | 703人 |

## 小・中学校の学区
市立小・中学校に通う場合、学区は以下の通りとなる。
| 番地 | 小学校               | 中学校             |
| ---- | -------------------- | ------------------ |
| 全域 | 玉名市立玉名町小学校 | 玉名市立玉名中学校 |

## 交通

### 道路
- 熊本県道347号寺田岱明線（旧国道208号 ）- 地内を東西に横断している。

## 施設
- 玉名商工会議所
- 髙瀬蔵 - 管理者は玉名商工会議所。運営はNPO法人高瀬蔵。
- 玉名高瀬郵便局
- 肥後銀行玉名支店
- 熊本中央信用金庫玉名支店（2023年2月20日西部支店へ店舗内移転）
- 高瀬裏川水際緑地

## 史跡
- 高瀬目鏡橋 - 嘉永元年（1848年）、町奉行の高瀬寿平らによって架けられた。
- 秋丸眼鏡橋 - 天保3年（1832年）に架けられた。なお、熊本県道16号線改良に伴い移築された。
- 保田木神社 - 菊池武光の弟・武尚が築いた城跡。
- 西郷小兵衛戦死記念碑
- 高瀬五ヶ寺
- 高瀬御茶屋 - 藩主などの宿泊休憩施設
- 熊本藩高瀬米蔵跡- 国史跡。高瀬御蔵、高瀬船着場跡、晒船着場跡 の文化財で構成される。有明海の川港[4]。
- 保田木城跡
- 龍造寺隆信の首塚
- 稲荷山古墳
- 繁根木八幡宮